# حديد أوريجراوندز
كان حديد أوريجراوندز عبارة عن درجة من الحديد كانت تعتبر أفضل درجة متاحة في إنجلترا في القرن الثامن عشر. المصطلح مشتق من مدينة أوريغروند السويدية الصغيرة، الميناء الذي تم شحن قضبان الحديد منها. تم إنتاجه باستخدام عملية والون(walloon process).

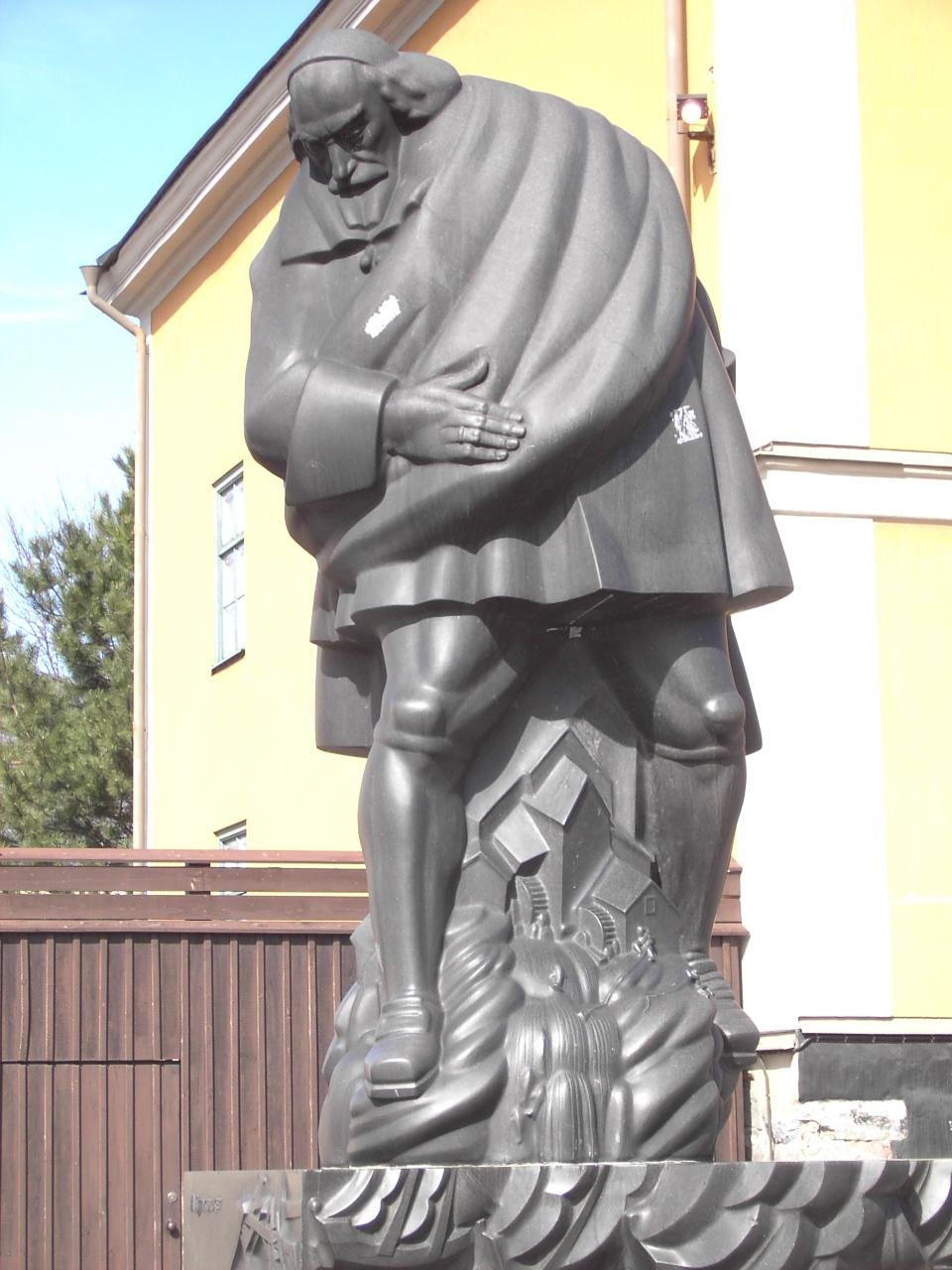
تمثال لويس دي جير (1587-1652) في نورشوبينغ، السويد. قدم دي جير الطريقة الوالونية إلى السويد.

حديد أوريجراوندز هو ما يعادله (vallonjärn) السويدية، والتي تُترجم حرفيًا إلى حديد الوالون. الاسم السويدي مشتق من الحديد الذي يتم إنتاجه بواسطة النسخة الوالونية من عملية التزيين، عملية الوالون على عكس الطريقة الألمانية، التي كانت أكثر شيوعًا في السويد. في الواقع، المصطلح أكثر تخصصًا، حيث أن جميع المصوغات الوالونية السويدية تصنع الحديد من خام مشتق في النهاية من منجم دانيمورا. تم تصنيعه في حوالي 20 مصنعًا بشكل رئيسي في أوبلاند.
تأسست العديد من مصانع الحديد من قبل لويس دي غير وغيرها من رجال الأعمال الهولنديين الذين أنشأوا مصانع حديد في السويد في 1610 و 1620s ، مع الفرن العالية والفخاخة. كان معظم المختلفين المبكرين أيضا من فالونيا.

## أصول في والونيا
تم تطوير هذه التقنية في فالونيا (بلجيكا) الحالية) خلال العصور الوسطى. تتكون الطريقة الوالونية من صنع الحديد الخام في الفرن الافح، يليه تكريره في المسبك. تم ابتكار هذه العملية في منطقة لياج وانتشرت إلى فرنسا ومن ثم من باي دو براي إلى إنجلترا قبل نهاية القرن الخامس عشر. أخذها لويس دي غير إلى روسلاجين في السويد في أوائل القرن السابع عشر، حيث وظف صانعي الحديد الوالونيين. وكان الحديد المصنوع هناك بهذه الطريقة معروفًا في إنجلترا باسم الحديد الخام.

## جودة واستخدامات وتسويق
يشترط القانون السويدي أن تكون قضبان الحديد مختومة بعلامة الحدادة لأسباب تتعلق بمراقبة الجودة. وفي بريطانيا، كان الحديد يُعرف بهذه "العلامات"، وكانت جودة كل علامة تجارية معروفة جيدًا للمشترين في لندن وشيفيلد وبرمنغهام وأماكن أخرى. وقد قسمت إلى درجتين:
- جاءت "الأوريجراوند الأولى" من (Österby)، وLeufsta (now Lövsta - hoop L)، و(Åkerby). في وقت لاحق انضم إليهم جيمو.
- جاءت "الأصل الثاني" من الصياغات الأخرى، بما في ذلك فورسمارك، هارج، فاتهولما، وأولفورز.

كانت خاصيتها الخاصة هي نقائها. تسبب محتوى المنغنيز في خام دانيمورا في تفاعل الشوائب، التي كانت ستبقى في الحديد، بشكل تفضيلي مع المنغنيز ونقلها إلى الخبث. هذا المستوى من النقاء يعني أن الحديد كان مناسبًا بشكل خاص للتحويل إلى فولاذ عن طريق إعادة كربنته باستخدام عملية التدعيم. هذا جعله مناسبًا بشكل خاص لصنع الفولاذ، وكان الحديد الخام مادة خام لا غنى عنها في الصناعات المعدنية، وخاصة صناعة أدوات المائدة في شيفيلد. تم أيضًا شراء كميات كبيرة (حتى حوالي عام 1808) لاستخدامها من قبل البحرية البريطانية.
استوعب هذا الاستخدام وغيره من الاستخدامات بشكل كبير إجمالي إنتاج الصناعة. تمت السيطرة على تجارة الحديد الخام من ثلاثينيات القرن الثامن عشر إلى خمسينيات القرن التاسع عشر من قبل كارتل من التجار، وكان أعضاؤه الأطول بقاءً هم عائلة سايكس في هال. وكان المشاركون الآخرون يقيمون في (أو يتحكمون في الواردات من خلال) لندن وبريستول. قام هؤلاء التجار بتقديم الأموال إلى شركات التصدير السويدية، والتي بدورها قدمتها إلى صانعي الحديد، وبالتالي اشتروا إنتاج المسبوكات مقدمًا بعدة سنوات.